# Evolution-Data Optimized
Evolution-Data Optimized, abreviado como EV-DO, 1xEV-DO ou EVDO é uma tecnologia de terceira geração (3G) do CDMA, desenvolvida pela empresa Qualcomm, e que é a evolução das tecnologias CDMA de segunda geração (2G) - CDMAone - e de "segunda geração e meia" (2,5G) -CDMA1xRTT -, e que possibilita a transmissão de dados a até 2,4 Mbps. É optada pela operadora a Vivo no Brasil pela Zapp em Portugal.
O CDMA 1xEVDO, onde EVDO significa Evolution Data Only (Evolução Apenas de Dados), ou Evolution Data Optimized (Evolução de Dados Optimizados).
Isto devido ao fato da tecnologia fazer apenas a transmissão de dados, sendo que a voz continua sendo transportada pelo CDMA1xRTT, com isso além de liberar a tecnologia precedente para transportar livremente voz e ser totalmente compatível com o mesmo, ela permite transmitir uma alta capacidade de dados em uma única canalização de 1,25 MHz.
Assim a frequência é usada mais racionalmente e o custo de transmissão de cada megabyte fica mais barato.
Esta tecnologia também é adotada no acesso a banda larga através de rádio-frequência para uso doméstico e comercial pela Embratel, produto denominado Embratel Giro (no Brasil).

## Descontinuação
Esta tecnologia encontra-se em processo de descontinuação por parte da operadora Vivo no Brasil, sendo que na área de cobertura, esta tecnologia seria substituída pela HSDPA.[carece de fontes?]